# Cal Maristany (Sant Cugat del Vallès)
Cal Maristany és un edifici d'estil neoclàssic del municipi de Sant Cugat del Vallès (Vallès Occidental) construït l'any 1927, que forma part de l'Inventari del Patrimoni Arquitectònic de Catalunya des de l'any 2008.

## Història
L'any 1920, el Sr. Ròmul Maristany, veí de Barcelona i frabricant dels pianos R. Maristany, demana permís a l'Ajuntament de Sant Cugat per edificar una tanca en el terreny que posseeix al municipi i l'any 1927 sol·licita el permís per edificar un palauet com a residència d'estiueig, segons el projecte signat per l'arquitecte Josep Sala i Comas.
Durant la Guerra Civil Espanyola (1936-1939) la casa fou seu d'un destacament de l'aviació republicana. Fins a finals dels anys 70, en que va esdevenir la seu d'una escola bressol privada, havia estat llogada en petites unitats d'habitatge, posteriorment es va reconvertir en local dedicat a l'oci i restauració.

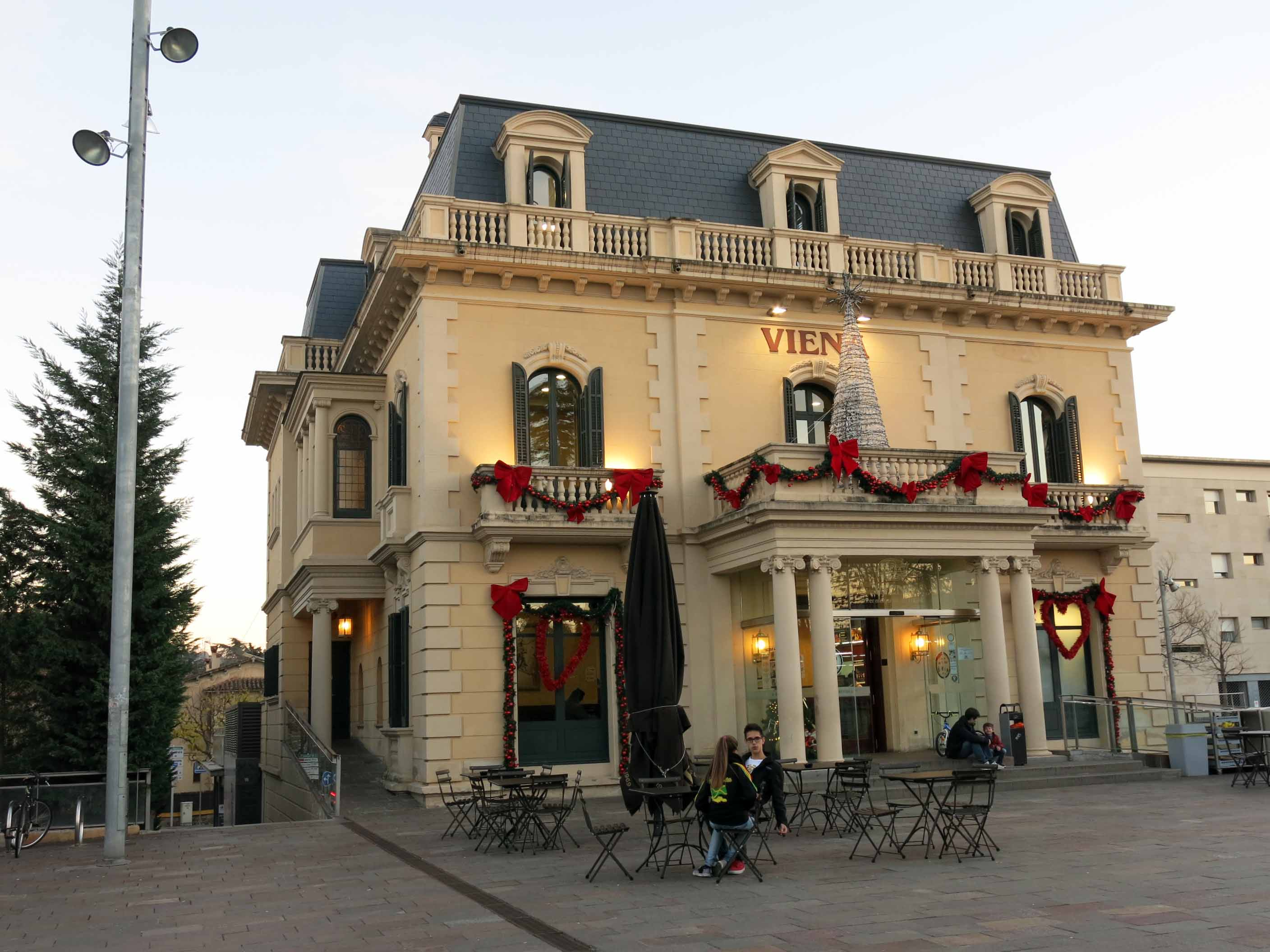
Cal Maristany el 2013, quan hostatjava el restaurant Viena

L'any 2007, l'empresa sabadellenca Establiments Viena va escollir aquest edifici per obrir el seu primer local a Sant Cugat del Vallès fins a l'any 2018. Seguidament, l'entitat financera CaixaBank agafà el relleu a Viena com a llogater d'aquest palauet amb la intenció d'ubicar en aquest espai el seu nou model d'oficina store.

## Descripció arquitectònica
Habitatge unifamiliar d'estil neoclàssic amb gust afrancesat, subratllat per la gran mansarda que forma la segona planta. Compost de planta baixa, planta pis i planta de mansarda, més una planta carrer Villà. Es caracteritza per la volumetria i composició històrica rigorosament classicista, amb el pórtic-balcó presidint la façana principal, sostingut per dobles columnes d'ordre jònic amb la voluta diagonal (jònic d'Scamozzi), amb decoració d'oves en l'àbac sobre el fris de l'entablament. Les obertures de la planta baixa són unes balconeres rematades per dintells motllurats i en el portal, per una motllura que envolta també els brancals on es recolza un arquitrau de portal de línies refinades. En el primer pis destaquen les obertures amb arc de punt rodó emfatitzades per una motllura que envolta els brancals i l'arcada culminant en una clau d'arc que és una mènsula invertida.
El coronament de l'edifici és una mansarda francesa amb una balustrada per davant que es recolza per damunt de la cornisa amb mènsules que dona la volta a tot el volum accentuant la significació de coronament efectiu que té la mansarda. Les finestres de mansarda són sortints i estan rematades per frontons on alternen el triangular i els curvilinis. Una formació imitant carreus amb junta marcada forma les arestes verticals o senyala els diferents panys de paret en que es desenvolupa la composició general. Les façanes laterals i posterior segueixen els principis compositius de la façana principal, tot formant tribunes en sortint amb columnes igualment jòniques. Les proporcions reflecteixen la regla àuria o del nombre d'or (Nombre fi, Ø = 0,618) i s'estenen per tot l'edifici i elements de composició com la relació d'alçades de finestres i balcons, la ubicació de les obertures, etc.
Es tracta d'un edifici excel·lent que ha guanyat caràcter i presència amb la recent reforma de la plaça de Lluís Millet, la qual l'ha posat en valor al destacar-lo per damunt del paviment purista i homogeni de la plaça.